# デンタルインプラント
デンタルインプラントとは、欠損歯の問題を解決する目的で顎骨に埋め込む人工的な物質、人工臓器の一つである。インプラント体に人工歯を固定する。英語のdental-implantからの輸入語でデンタルインプラントと呼ばれ、その他の呼称として人工歯根、口腔インプラント、歯科インプラントがあり、単に「インプラント」と呼ばれる場合もある。

## 概要
インプラント体を手術により顎骨に埋め込み、インプラント体表面と骨の結合（オッセオインテグレーション）を期待し6週間から6ヶ月間の治癒期間を待ち、その上に人工歯冠・上部構造をスクリュー・セメント、磁石などで装着する一連の治療を、インプラント治療と呼ぶ。
ブリッジや有床義歯と比較して天然歯の状態により近い機能・形態の回復が得られる可能性があり、また周囲の歯を削ったりそれらに負担をかけたりしない特徴がある。
インプラント体の材料は、現在ではチタンが多く使われ、その表面にコーティング（各種が存在する）が施される。実用に供されている人工臓器の中でも、デンタルインプラントは構成物すべてが人工物である（補助手術のような例外を除く）。
しかし、死亡事故のリスクもある外科手術が必要であり、通常の歯磨きなどの必要性や寿命が無いわけでもない。そもそも、手術が不可能な（もしくは、危険が多い）ケースや、手術をしても失敗（ロスト）するケースも相当数ある。他の治療法とは異なり負荷が顎骨へ直接掛かるため、インプラント治療にはしっかりした顎骨が必要で、歯周病、抜歯、長期間の可撤式義歯（入れ歯）の使用などで歯槽骨を喪失している人は、顎骨のほかの部分や腰などから骨を移植（自家骨移植）または、βTCPや脱灰乾燥した牛骨など（人工骨）を填入して、インプラントを埋め込む（歯科医は、「埋入=まいにゅう」と呼ぶ）土台となる骨を構築する補助手術を必要とする場合があったり、それでも不可能なケースもある。歯ぎしりの強さや、相対する歯の状態や、どの歯に適応するかによって、大きく状況が異なり、安全マージンを確保しない無理な治療は、顎骨などへ大きなダメージを与える結果ともなり得る。

## 歴史

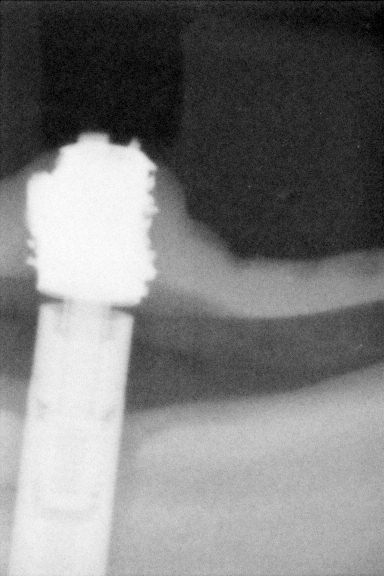
古いタイプの人工歯根のレントゲン写真

失った歯を人工材料で補う試みは古くから行われてきた。上顎骨に鉄製のインプラントが埋まった紀元2世紀から3世紀の古代ローマ時代の人骨が発見されており、このことはすでにインプラント治療が試みられていたことを示している。7世紀のマヤ文明の遺跡で発掘された 20歳代女性の下顎骨に天然の抜去歯2本と貝でできたインプラントが埋まっており、歯石がついている事、周囲に骨造成がエックス線検査で確認できる事からかなり長期に機能した事を示しており世界で最初の実用 に耐えたインプラントだと考えられている。
インプラントが臨床に登場したのは1910年代。1913年にグリーンフィールドが円筒型のインプラントを開発し、これが近代インプラントの祖と評される事が多い。1930年代にはスクリュー型、1940年代にはらせん型のインプラントが考案された。しかし予後は著しく悪かった。インプラント治療最大のブレークスルーと言われるのが 1952年スウェーデンのルンド大学で研究を行っていたペル・イングヴァール・ブローネマルク教授によって、チタンが骨と結合すること（オッセオインテグレーション）が発見され、チタンがインプラントに応用されるようになった事。これによりしっかりと骨に結合するインプラント治療が可能になった。動物実験を経て、1962年から人間に本格的にインプラント治療が行われるようになった。ただ、ブローネマルク教授が歯科医師ではなかった事などがあり、批判的な立場の歯科医師も多く普及には至らなかった。1978年に初のデンタルインプラントのコンセンサス会議が、ハーバード大学とアメリカ国立衛生研究所の共催で開催された。この会議はデンタルインプラントのデータ収集と分析の評価基準と標準が確立された象徴的な会議であったと評価されている。大きな ターニングポイントとなったのは1982年のトロント会議。そこで予後15年の症例が報告され、一大センセーショナルを巻き起こし、北米を中心に普及が始まった。インプラントの形態は大 きく分けてブレードタイプと呼ばれる板状のものとルートフォームと呼ばれる歯根様のタイプがあるがルートフォームが主流になり現在に至る。ルートフォームは当初はシリンダータイプと呼ばれる滑らかな表面だったが、ネジ状の形態の方が初期固定に有利とわかり、現在のインプラントにはネジ山（スレッド）がつくタイプになっている。
さらに骨との結合を早期かつ強固にするため、フィクスチャー部にHA（ハイドロキシアパタイト）をコーティングしたインプラントが登場した。HA は生体の成分と同様の成分を有し、骨形成において骨誘導能（バイオインテグレーション）が期待できる。HAではインプラント周囲1.5㎜まで骨ができるのに対し、チタンでは周囲0.3㎜が限界であるとの実験結果もある。日本でも1990年代に入りさまざまな製法が開発され、特に再結晶化HAをコーティングしたインプラントでは100%近い結晶度を実現。現在では早期のインテグレーションが得られるインプラントとして、広く臨床に応用されるようになっている。その他。また1991年に表面が機械研磨（いわゆる削りだしの状態）より強酸で表面処理をした方が骨との結合がより強くなるという論文が発表され、それ以降各社表面をブラストや強酸により処理しラフサーフェス（微小粗雑構造）を作るようになり表面性状の良さを競っている。現在さらに表面をフッ素コーティングをする事により骨伝導と石灰化が惹起され、治癒が早まると注目されている。まだ認可されていないが数年のうちに日本でもフッ素コーティングタイプのインプラントが登場する事が予想される。このようなインプラントの改良により予後は日々向上している。また適応も骨再生誘導療法などが開発され、歯槽骨の再生により拡大している。2005年には、ジルコニアアバットメントが日本国内で薬事法上の認可を受け臨床応用が始まり審美的治療の幅も広がっている。

## 患者の割合と治療成績
現在デンタルインプラントの10年生存率はシステム、患者の年齢などにより左右されるがおおむね90%以上となっている。また、インプラント治療施設に来院する患者の平均年齢は年齢的には若く、しかし歯周病などの影響が顕在化する40代-50代が一番のボリュームゾーンとなっている。高齢者に関しては全身疾患などの影響により症例数が少ない。しかし、 高齢化の社会情勢を受けて、患者数は増加傾向にある。高齢者の治療成績はENG-FORSらが80歳以上の133人に固定性の上部構造を装着し5年残存率が上顎で93.0%、下顎で99.5%を示したと報告、日本においても鶴巻が、25人を平均27.2ヵ月調査し、累積残存率98.6%の結果を得た。以上より高齢者のインプラントの治療成績も若年者に対しそれほど劣ったものではない。しかし全身合併症、手術時合併症に留意する事が必要である。

## 構造
インプラント体の構造は、
- 顎骨に埋めるフィクスチャー部
- 被せ物の支台となるアバットメント

の二つからなるが、これを一体とした「1ピースタイプ」がある。
また、インプラント体に人工歯冠・上部構造を装着する。
そしてその装着物固定も、ネジ・セメント・磁石など各種ある。
上記すべての構造体は多種多様で、強度・クッション性・寿命などの特徴も多種多様であり、手術自体と同じようにこうした治療計画によって、治療の結果も大きく変わってくる。

### ジルコニアアバットメント
ジルコニア製のアバットメント（en,土台部分の一部）であり、日本国内では2005年に薬事法の認可がおり、臨床応用が始まっている。前歯部は歯が無くなると、唇側側より歯槽骨の吸収が生じる。そのためデンタルインプラントを本来歯があった場所に植立しようとすると、金属製のアバットメントが露出しやすく審美障害の原因となっていた。その対策として金属と同等の強度を有するとともに高い靭性があり、かつ白色で審美性の高いジルコニアが症例により用いられるようなっている。2018年に施行された第111回歯科医師国家試験で出題が開始されるなど学術的な認知もあがってきており、普及期に入ってきている。
（詳細はジルコニアアバットメントの項目を参照のこと）

## 1ピース・2ピース
インプラント体は二つの部分に分けられるが、この双方を一体となった1ピースタイプ（1パーツタイプ）と別々になった2ピースタイプ（2パーツタイプ）がある。
双方に、メリットとデメリットが存在する。
1ピース1回法はパーツが少なく手術が１回で済むことから、施術費用が安く済む反面、トラブルのあった際に顎骨からすべて取り出す必要が生じることがある。2ピースタイプは、個々異なる状態に合わせて組み合わせる事が可能であり、トラブルがあった際に埋め込んだフィクスチャー部を顎骨から取り外す危険が少ないが、パーツの数が多くなることから費用が高くなる傾向がある。

## 診断模型および治療計画の重要性
インプラントの治療計画作成の方法には補綴主導型（トップダウントリートメント）と外科主導型の2種類がある。
- 補綴主導型（トップダウントリートメント）は模型上でモックアップを作り機能的、審美的に最も適した最終補綴物（上部構造）の位置を決め、それに基づきフィクスチャーの埋入位置の決定、それにあたって歯槽骨、歯肉を望ましい条件に整えるという治療計画の立て方である。
- 外科主導型は歯槽骨の状況等を考慮し、もっとも有利な位置にフィクスチャーを埋入し最終補綴物の位置はフィクスチャーの埋入位置により制限される。フィクスチャーありきの治療計画の立て方である。

インプラント手術の目的はフィクスチャーの埋入ではなく、機能、審美の両面の改善であるため、理想的にはトップダウントリートメントが望ましい。しかしトップダウントリートメントでは骨量として必ずしもベストではない位置にフィクスチャーを埋入する事となるため骨再生誘導法が必要となる事が多くなり人工骨などの充填材の質に依存する事となる。一時期はトップダウントリートメントでの治療計画が流行したが人工骨の吸収による不良予後のケースも散見されたため、現在は外科主導型でフィクスチャーをしっかりと埋入するという事に重きをおくという考えに揺り戻しがおこっている状況である。ただ、トップダウントリートメントが理想であるという事実は変わりなくより吸収の少ない精度の高い人工骨等の充填材の開発により将来的にはトップダウントリートメントが主流になると考えられる。

## 術式
インプラントの術式は1回法と2回法の2つがある。インプラント体の改良により初期固定が改良されているが、フィクスチャーの定着を考えて2回法が選択される事が多い。1回法の場合は手術回数が少なく安価で即日仮歯を入れる即時加重を行えるメリットもある。ただし、小規模な診療所では導入しているインプラントの種類が少なく、診療所を選択した時点で術式が決まる場合もある。

### 1回法の術式
- 1ピース1回法

1. インプラント植立（埋入）部の歯肉骨膜弁を剥離する
2. 歯槽骨をドリリングしインプラント体フィクスチャー部を植立し縫合
3. 場合によっては仮歯（TEK）を被せ、1～2カ月後に最終補綴物（被せ物）を装着する。

- 2ピース1回法

1. インプラント埋入予定部の歯肉弁を剥離する。
2. 骨をドリリングしてフィクスチャーを埋入。
3. アバットメントもしくは高さのないヒーリングアバットメントをフィクスチャーに連結。（場合により仮歯を入れる）
4. オッセオインテグレーション（インプラントが骨にしっかりと固定された状態）した時点でアバットメント（ヒーリングアバットメントを入れている場合はアバットメントに交換）に最終補綴物を被せる。

### 2回法の術式
1. インプラント埋入予定部の歯肉弁を剥離する。
2. 骨をドリリングしてフィクスチャーを埋入。
3. フィクスチャーのネジ穴の部分をカバースクリューで蓋をして、剥離した歯肉を閉じる。
4. オッセオインテグレーション（インプラントが骨としっかりと固定された状態）した時点で2次手術を行う。
5. 2次手術では歯肉を再度剥離しカバースクリューを外しヒーリングアバットメントと交換し歯肉を閉じる。
6. 2次手術後1ヶ月程度あけ歯肉の形が整った段階でヒーリングアバットメントをアバットメントと交換し、最終補綴物を被せる。

## 補助手術
上顎洞底に近い、下顎神経に近接している、骨量が垂直的または水平的に少ない等の場合にそれを解決するために補助手術が行われる。
- GBR - メンブレンやチタンメッシュ等を用い骨増生のためのスペースを確保する。術前にあらかじめ行う場合と術中に行う場合がある。メンブレンやチタンメッシュ等の中に人工骨や術中集めた自家骨を入れる場合も多い。
- リッジエクスパンジョン（スプリットクレスト） - 骨の幅が足りない場合行う手術。歯槽骨頂にくさびのような器具をいれ幅を押し広げる。
- ソケットリフト - 上顎洞底を挙上させる方法。項目参照
- サイナスリフト - 上顎洞底を挙上させる方法。項目参照
- 下顎神経移動術（下歯槽神経側方移動術） - 下顎神経に近接している場合神経そのものを移動（多くは側方）させるもの。麻痺が一時的には必ず出るため日本ではほとんど行われない。
- 遊離骨移植術（ブロック・ボーン・グラフト） - 顎の骨が溶けている場合、術前（約4ヶ月前）に患者の自家骨を移植して増強させる方法。

## 咬合・補綴
天然歯の場合は歯根と骨の間に歯根膜があるため咬合した際30μm沈下する。しかしインプラントの場合はフィクスチャー（インプラント体）が骨にダイレクトに固定されているため、沈下量は5μmである。そのため、天然歯と同等の咬合を与えるとインプラントにオーバーロード（過重負担）がかかり補綴物の破損、インプラントのロスト等の問題が起こる。そのためインプラントの咬合調整は歯根膜がない事を考慮し天然歯より25μm低く調整する。
ナソロジー的な咬合の考え方として前歯は臼歯が完全に沈下した時点で初めて前歯部が接触する咬合の付与が推奨されている。臼歯部の歯根膜による沈下量は前述の通り30μmであるため上下歯で合計60μmとなるが、前歯部にも当然歯根膜があるため補正され、天然歯の場合は臼歯が軽く咬み合う際に前歯部は30μm離開している事が望ましい。一方でインプラントの場合は歯根膜がないため前歯部の調整の際は60μmの離開量が必要となる。
インプラントを臼歯部で3本並べて配列する際、一本を2~3mm横にずらして配列するとベクトルが分散され水平力が20~60%軽減するという報告がある。この配列方法の事をオフセット配列と呼ぶが、臼歯部の清掃性が劣るケースがあった。1990年代、各インプラントメーカーが直径の太いワイドタイプインプラントを開発発売したために、クラウンブリッジタイプの上部構造では、このような配列よりも、骨幅がある限りは、部位ごとに適切な直径のインプラント埋入を行うことが推奨される。

## ハイドロキシアパタイト（HA）コーティングインプラント
HA被覆インプラントは2011年現在、全インプラントの30%を占めるに至っている。HA被覆インプラントの利点は、植立時にインプラントと骨組織間に密着を必須としないこと、インプラント周囲の骨形成不全に至る可能性が低いこと、骨不良部位にも適応可能であることである。インプラントへのHAのコーティング方法はプラズマ溶射が主流であるが、プラズマ溶射はアモルファス相を多く含むためHAの組成が不均一になり骨結合の欠落、HA皮膜の溶出というリスクの報告もあり、この問題を解決する方法としてHA皮膜を薄膜化することが検討され、スパッタ法、イオンビーム法、レーザーアブレーション法などが開発されている。

## 骨結合の喪失の原因
インプラントは様々なデータがあるが一般的に200本入れると5本は定着せずに脱落（ロスト）してしまう。
ロストの原因には以下のものが考えられる。
- インプラント周囲炎 - インプラントも天然歯における歯周病と同様に感染を起こし、インプラント周囲の骨を失う事がある。経年的にロストする一番の原因がこれである。予防には定期的な検診、ケアが有効。主にチタンでできているインプラント自体は半永久的とも言える長さでもつものであるが、それを受け入れる人体の方は感染等のリスクに常にさらされ、また経年的に変化する有機体である。「インプラントはどのくらい持つのか？」という命題に対しては平均的なデータは存在するが、すべての人が平均寿命まで生きる事ができないのと同様にあくまで個人の遺伝的性質、ライフスタイル等に大きく左右される一人一人異なるものだという理解が手術を受ける患者サイドにも必要である。
- 感染。術前の処置、術中の不注意、術後の処置や患者の不衛生。
- オーバーロード（過重負担）。患者の骨の状態や咬合力の判断ミスで不適当なインプラント体の採用、一回法のように治癒期間が短く固着が弱いケース、硬いものをかむ等の事故、それらが原因となる。
- 火傷-ドリリングの際の発熱による火傷により定着しない場合がある。概形を掘る場合はさほど問題がないが、インプラントに接する面に関しては低速でできるだけ発熱を抑えてドリリングをする必要がある。特に固すぎる骨の場合は繊細で慎重な埋入窩の形成が望まれる。
- オッセオインテグレーションに関与する遺伝子。これは遺伝子的にインプラントが定着しづらい人の存在を示唆する。将来的には術前にインプラントに適した体質かどうか検査を行う事によって、インプラントの成功率の向上が期待可能である。この分野の研究はアメリカで特に進み日本では岡山大学歯学部などで研究されている。

## メリット・デメリット

### メリット
- 天然歯のように顎の骨に固定するので、比較的違和感がなく固いものを噛むことができるようになる。
- 隣の歯を削る必要がないため、他の歯に負担をかけない。
- クラウンブリッジタイプにおいては見た目が天然歯に近い（歯周組織の喪失状態によっては、義歯の方がすぐれる場合もある）。

### デメリット
- 長い治療期間を要する。インプラント手術から最終補綴物（被せ物）を被せるまで、確実性を重視する場合は半年程度の期間を要し、患者はある程度の不自由を課せられる。
- 歯槽骨を切削する必要があり、血管や神経を傷つけた場合は術後の後遺症や死亡事故につながる場合がある[17]。
- 全身疾患がある場合には治療できない場合がある。
- 骨から体外に直結する構造のため、天然の歯周組織と比べやや感染の危険性が高く、感染後の進行も早い[18]。したがって人工歯根を維持するためには、口腔衛生の管理と定期的な検診が必要となる。
- 昨今、インプラントの種類が増えて来ていることやそれを自由に選ぶことが出来るなどの事情により、患者によっては埋設されるインプラント本体が周囲の骨へ与える影響の大きさを常に考慮する必要性に迫られる点がある[19]。
- 日本においては自由診療（保険外診療）となるので、現状ではかなり多額の治療費がかかる。
- インプラントを行ってから、施術対象者が高齢であることも多いので、加齢によって歯肉が痩せるなどを主因として再度治療、手術などの必要も出て来るが、どの程度の期間（例えば20年の耐久が充分なのか短いのか）であれば満足するべきなのか、費用対効果の点で納得するべきなのか、歴史が浅いため社会的な常識がいまだ形成されているとはいえない[独自研究?]。

## 課題
医師による技術差また、歯科医師の過剰および政府による診療報酬削減により、新しくインプラント治療を始める歯科医師も多く、手術の技術、経験、経過観察などのレベル差が大きいといったことがある。
危険多量出血・後遺症・死亡事故が発生している。主に、フィクスチャー部を顎骨に埋める為に行う手術に伴う。医師の未熟さや不注意による手術計画（事前の検診を含む）に問題があったり、手術時のミスを原因とする。
治療期間の短縮現代医学におけるMI (Minimal Intervention) を実現するためには、治療期間の短縮が望まれ、HAコーティングインプラントの骨誘導などによる早期治癒がクローズアップされるなど、インプラントメーカーにおいては治療期間の短縮にしのぎを削っている。次いで、骨の再生や増生は可能であるが、インプラント周囲に歯根膜を再生させることは出来ない。この歯根膜がインプラントに存在しないことが、天然歯と比べた時の大きな相違点である。歯根膜は噛む力の感知の役割を果たす感覚器でもあり、歯根膜のないインプラントは、咬合機能圧に対する反応が天然歯とは異なると報告されている。天然歯とインプラントを長期に並存させようとする場合に不具合が生じることがありうる。

## 器具
骨切削器具
顎骨へのドリリングに際し、ドリルを使用すると#課題のような危険があるだけではなく、摩擦による組織への摩擦熱を与えて予後を悪くする原因となる。「ピエゾ・エレクトリック・デバイス」のように、血管や神経を切断する事や摩擦熱を与えない器具も使用されている。

## 応用
インプラントは単独での埋入に加えて下記にあげる用い方もある。
- ボーンアンカードブリッジ - 下顎で5〜6本、上顎で6〜8本のインプラントを用い、セメント等で上部構造を連結固定するブリッジ形態の補綴方法。4本ですべておこなうものを特にall on 4（後述）と呼び近年症例が増え ている
- all on 4 - 無歯顎患者に対し、4本のフィクスチャーで片顎すべての補綴を完了する方法。比較的新しい概念であり、エビデンスならびに臨床データに乏しい。
- カンチレバー - 上顎洞への近接等インプラントが難しい部位に対し延長ブリッジ（片持梁）の形で上部構造を作成し補綴する方法。インプラントの寿命が短くなると言う意見もあるが通常の埋入と比較して予後に有意差はないという報告もある[21]。
- ミニインプラント - 矯正のアンカーとして用いる補綴目的ではない小さな径のインプラント。直径2mm前後（通常のインプラントは3〜5mm前後）。頬側に打ち大臼歯の遠心移動、口蓋に打ち大臼歯部の圧下のそれぞれ固定源として用いる。
- インプラントを支台にしたオーバーデンチャー - 数本のインプラントを支台にし、それの維持力で義歯を固定するもの。下顎で骨吸収が進み義歯が安定させられない際などに有効。
- インプラントによるブリッジ - 埋入本数を減らす目的、また上顎洞への近接等インプラントが難しい部位を外す目的でインプラントを支台にしたブリッジをおこなう。天然歯との連結、ブリッジは近年の知見では禁忌であるがインプラント同士であれば問題ないとされる。

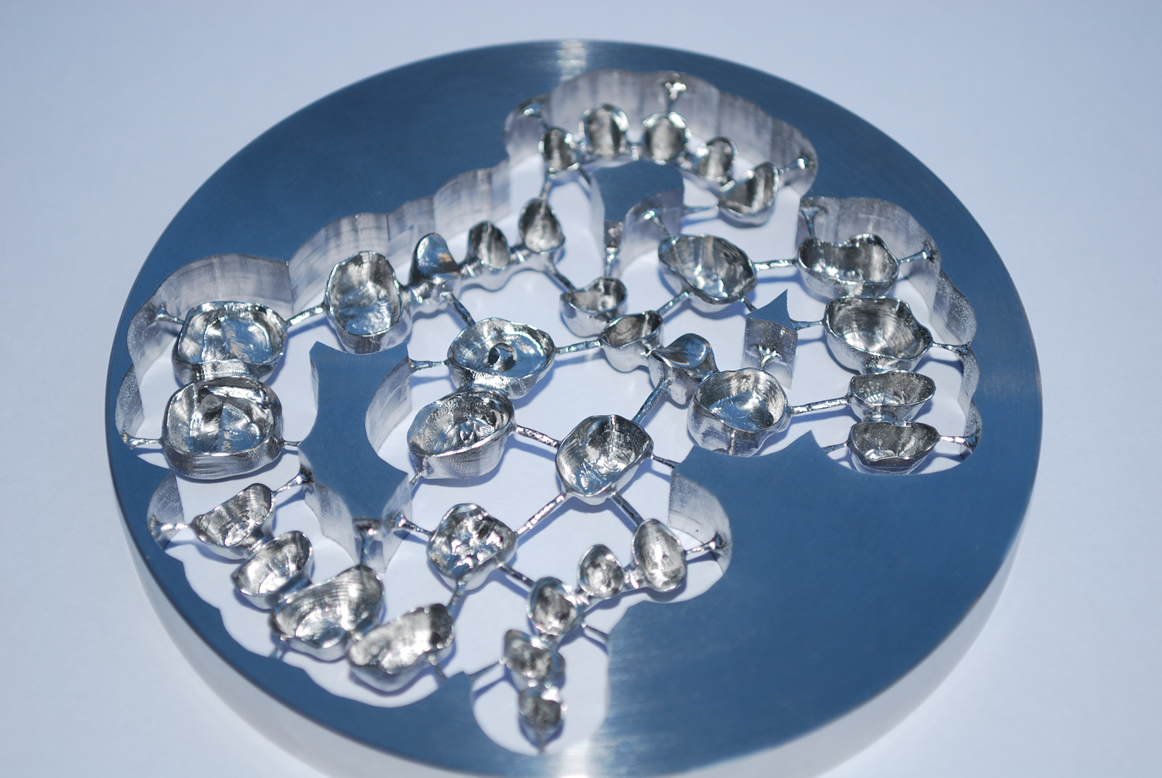
WorkNC Dental CAD/CAMを使って加工したクロム・コバルトディスク（ブリッジとクラウン 向けのデンタルインプラント）

## 種類
インプラントは世界に100〜200種類が存在すると言われている。
日本で主に臨床で使われている代表的なものを以下に記す。
- ノーベルバイオケア社
  - ブローネマルク - 歴史が長く信頼性が高い。エキスターナルコネクトの代表。
  - リプレイスセレクト - 旧ステリオス社製のインプラントでノーベルバイオケア社がステリオス社を吸収したことによりリプレイスというブランドとなった。その後、インプラントのインターフェイスの潮流が、エキスターナルコネクトからインターナルコネクトへと変わり、リプレイスセレクトが開発された。
  - ノーベルダイレクト - 一回法のインプラント。ワンピースインプラント。
- アストラテック社（デンツプライIHグループ）
  - アストラテックインプラント - インプラントメーカーとしては後発であるが、その特徴である「インターナルコネクト」「コネクティブカウンター」は他社が追従している。また、その他の特徴である「マイクロスレッド」により辺縁骨の吸収が少なく、「インターナルスリップジョイント」により、2次オペなどの術式が簡便。
- ストローマン
  - ITIインプラント - 歴史が長く、症例数が多いインプラント。
- ジンマーデンタル社（整形外科ジンマー社のデンタル部門）
  - スクリューベント - 2回法のインプラント。MTXブラスト処理タイプと（HA）コーティングタイプがある。
  - スイスプラス - 1回法のインプラント
  - カルシテックインプラント - ハイドロキシアパタイト（HA）コーティングのインプラント。
- デンツプライ フリアデント社
  - ザイブ - ドイツ製のインプラント。フィクスチャーにテーパーがあり、ネック部と根尖部の2箇所で初期固定が得られるようになっている。
  - アンキロス
  - フリアリット2
- ブレーンベース社
  - MYTIS Arrow -日本製のインプラント。 アメリカFDAを取得し、日本国内だけではなくアジア欧米20ヶ国以上に輸出しているインプラント。独自の開発力で吸収性歯科用骨再建インプラント材を国産初となる厚労省認可を取得している。
- 京セラメディカル（京セラと神戸製鋼所それぞれの医療材料部門の統合によって設立）
  - POI - 国産インプラントとしては歴史が長い。表面に陽極酸化処理を施したタイプとHAコーティングタイプがある。
  - POI EX - POIのフルモデルチェンジ版
- プラトン社
  - プラトンバイオ - 日本製のインプラント。HAコーティングがされている。
- アドバンス社
  - AQB - 日本製のインプラント。HAコーティングがされている。
- サイブロンデンタル社
  - エンドポア - エンドポア社を買収したブランド。フィクスチャー表面が独特の表面形状をしている。
  - PITT-EASY - ドイツのオラルトロニクス社を買収したブランド。HAコートタイプも揃える。
  - サイブロンPRO

## 認定制度
日本歯科医学会の専門分科会である日本口腔インプラント学会がインプラント治療従事者への認定制度を設けている。
- 歯科医師 - 2007年に旧制度の認定医制度が廃止され新たに専門医、認証医制度が発足。
- 歯科衛生士 - 2007年にインプラント専門歯科衛生士制度が発足。
- 歯科技工士 - 2007年にインプラント専門歯科技工士制度が発足。

## 画像一覧

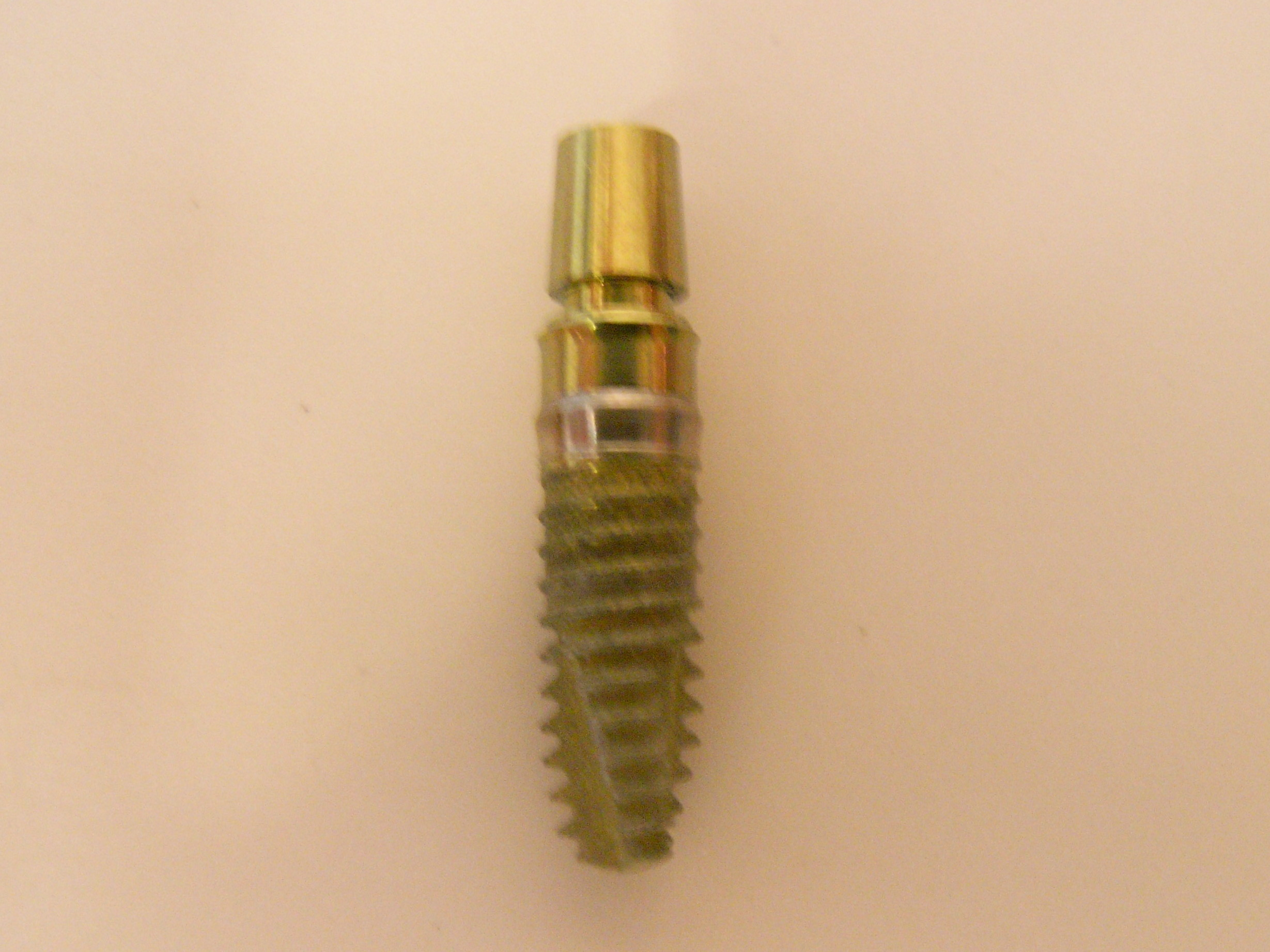
未使用のルートフォームタイプのフィクスチャー（インプラント体）
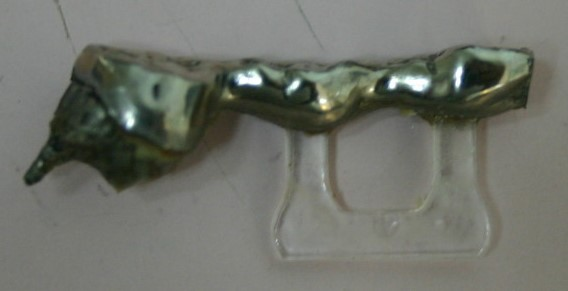
除去されたフィクスチャー（インプラント体）- 以前多用されたサファイア製、ブレードタイプのインプラント
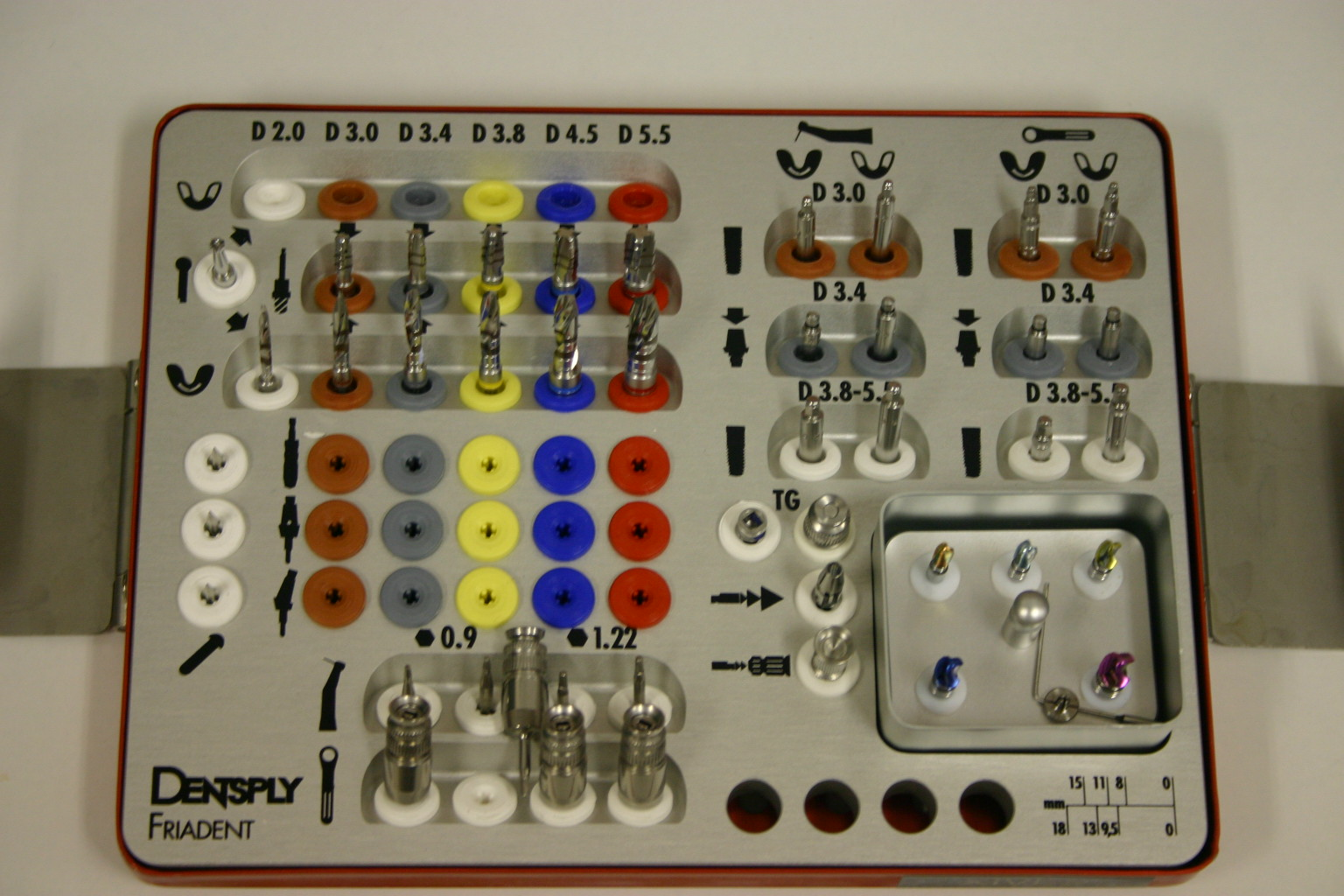
フィクスチャーの埋入に用いるバーのセット
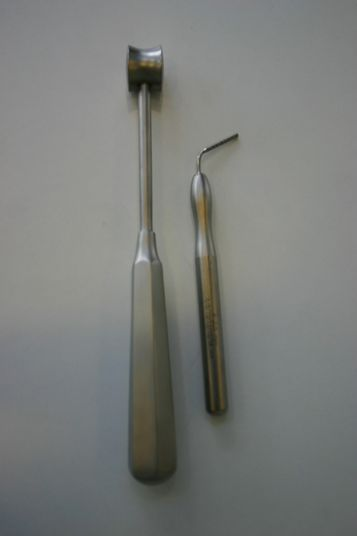
ソケットリフトやサイナスリフト等、上顎洞の挙上に用いる器具
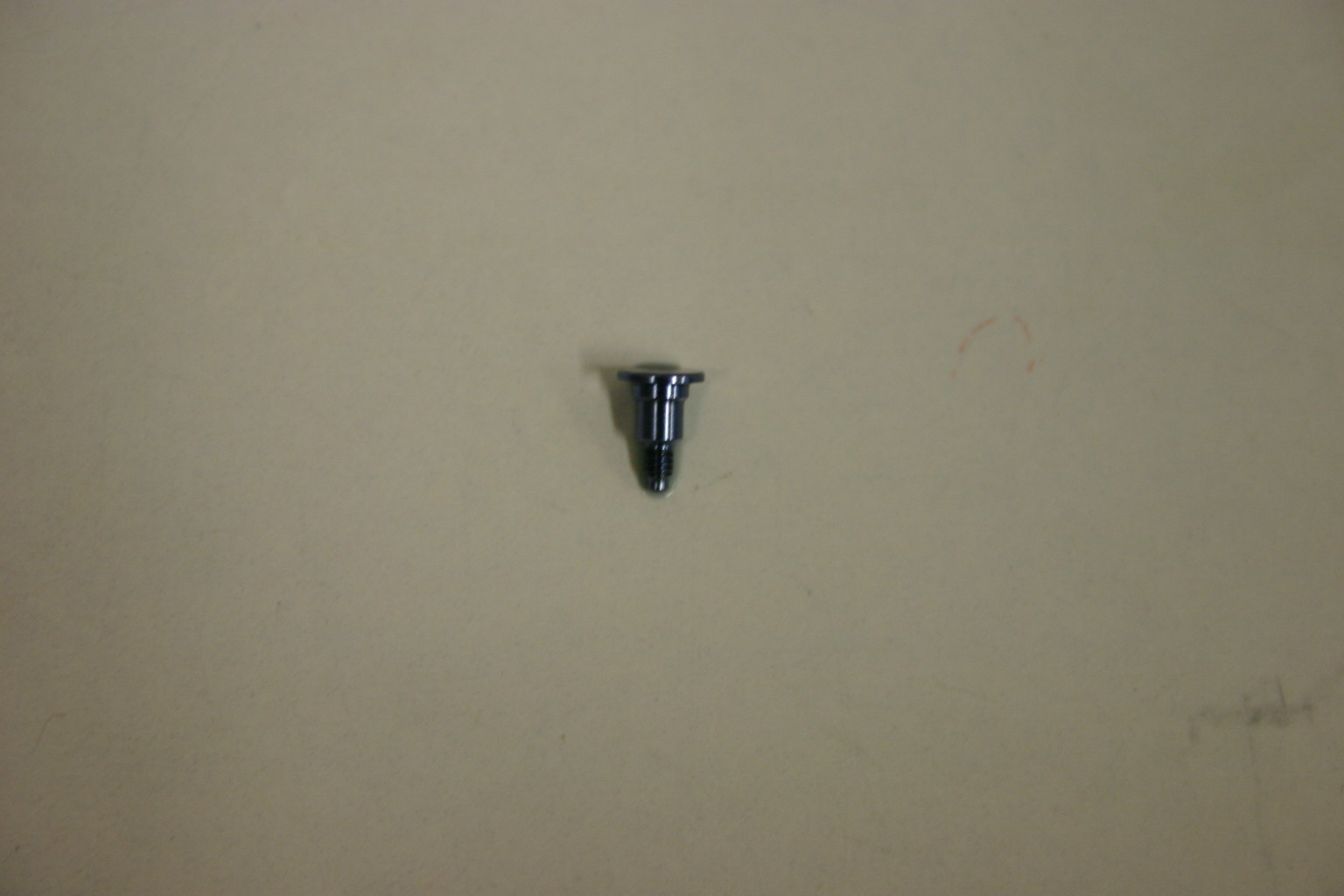
カバースクリュー-2回法のインプラント手術の1次手術の際に用いるフィクスチャーのネジ穴を埋める部品
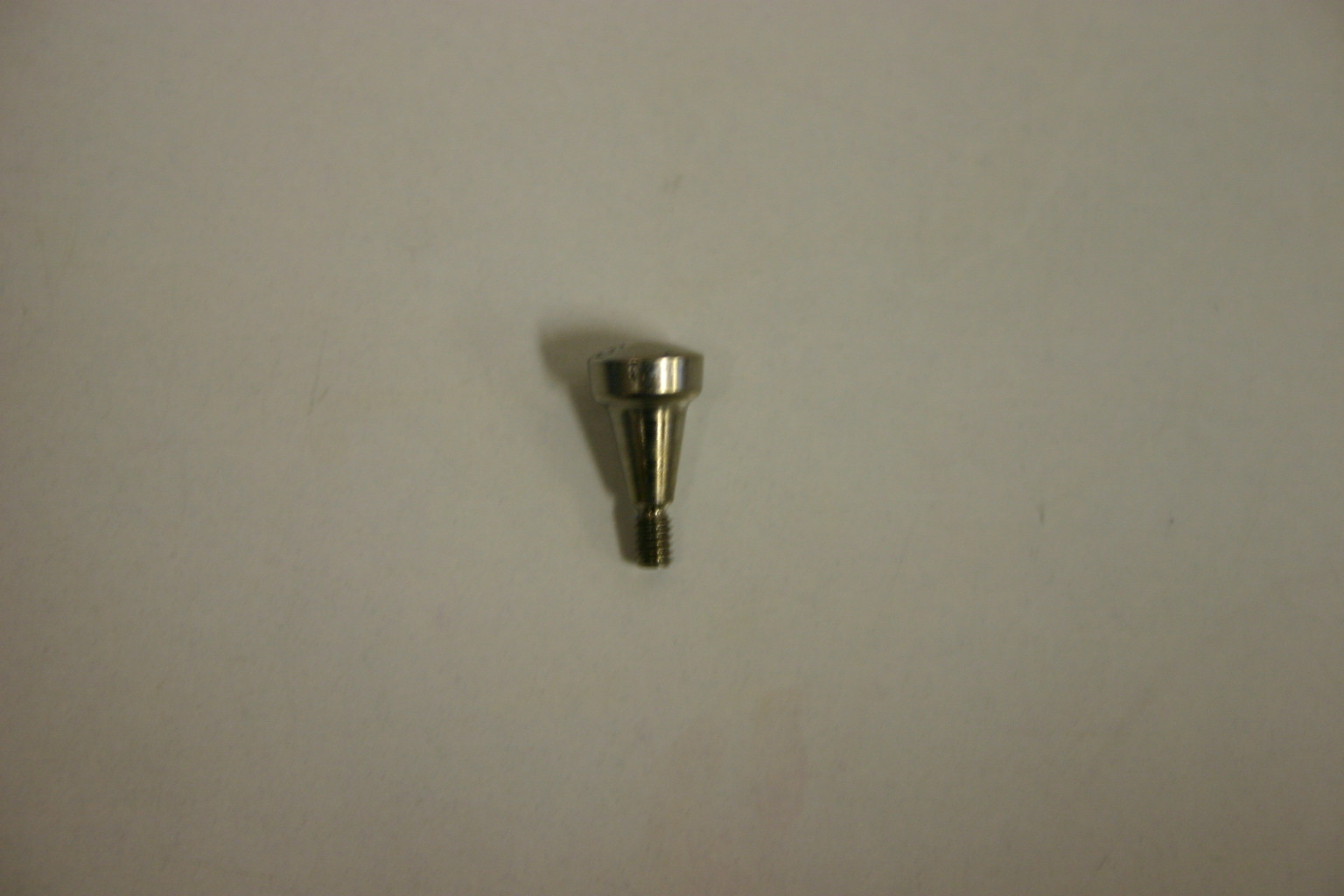
ヒーリングアバットメント-2回法のインプラント手術の2次手術の際に用いるアバットメント。歯肉の治癒を待つため高さがない
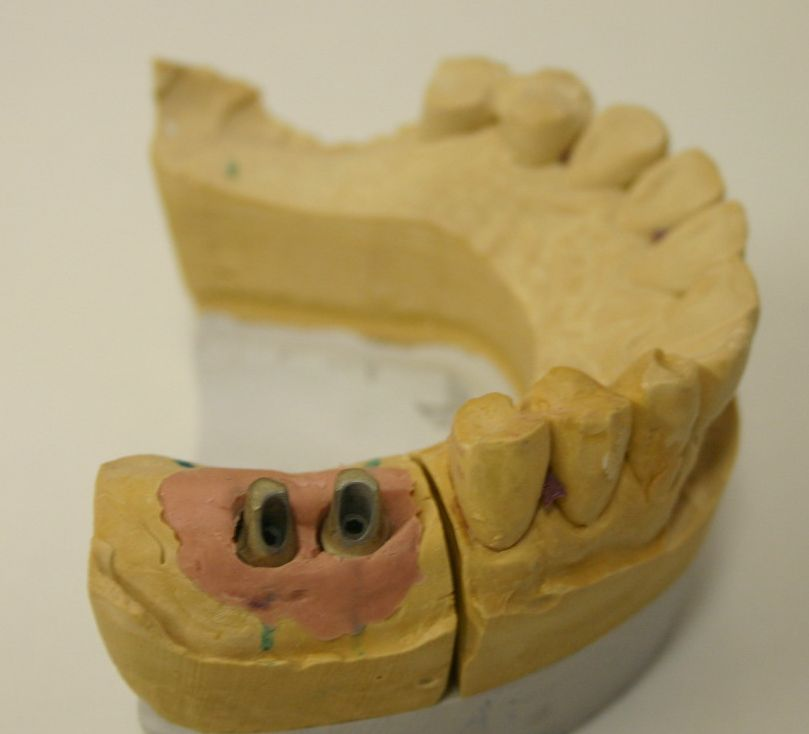
ガム模型-インプラントの上部構造を作成のため模型
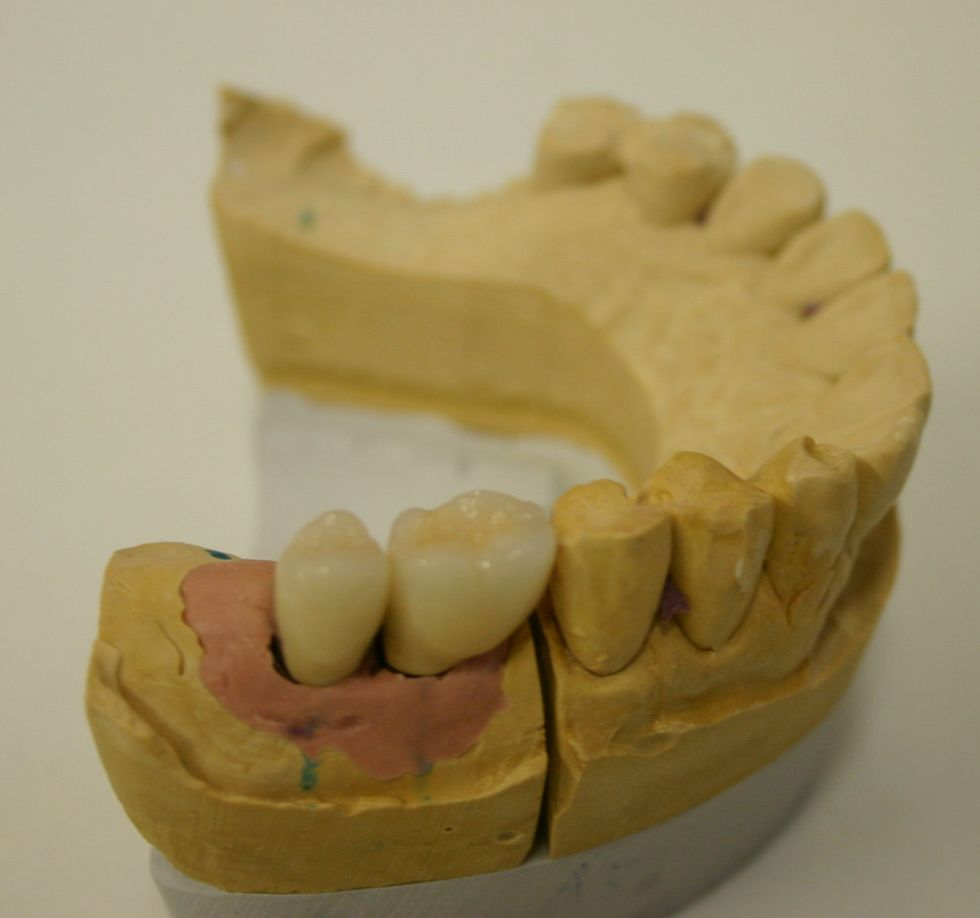
ガム模型上で作成されたインプラントの上部構造
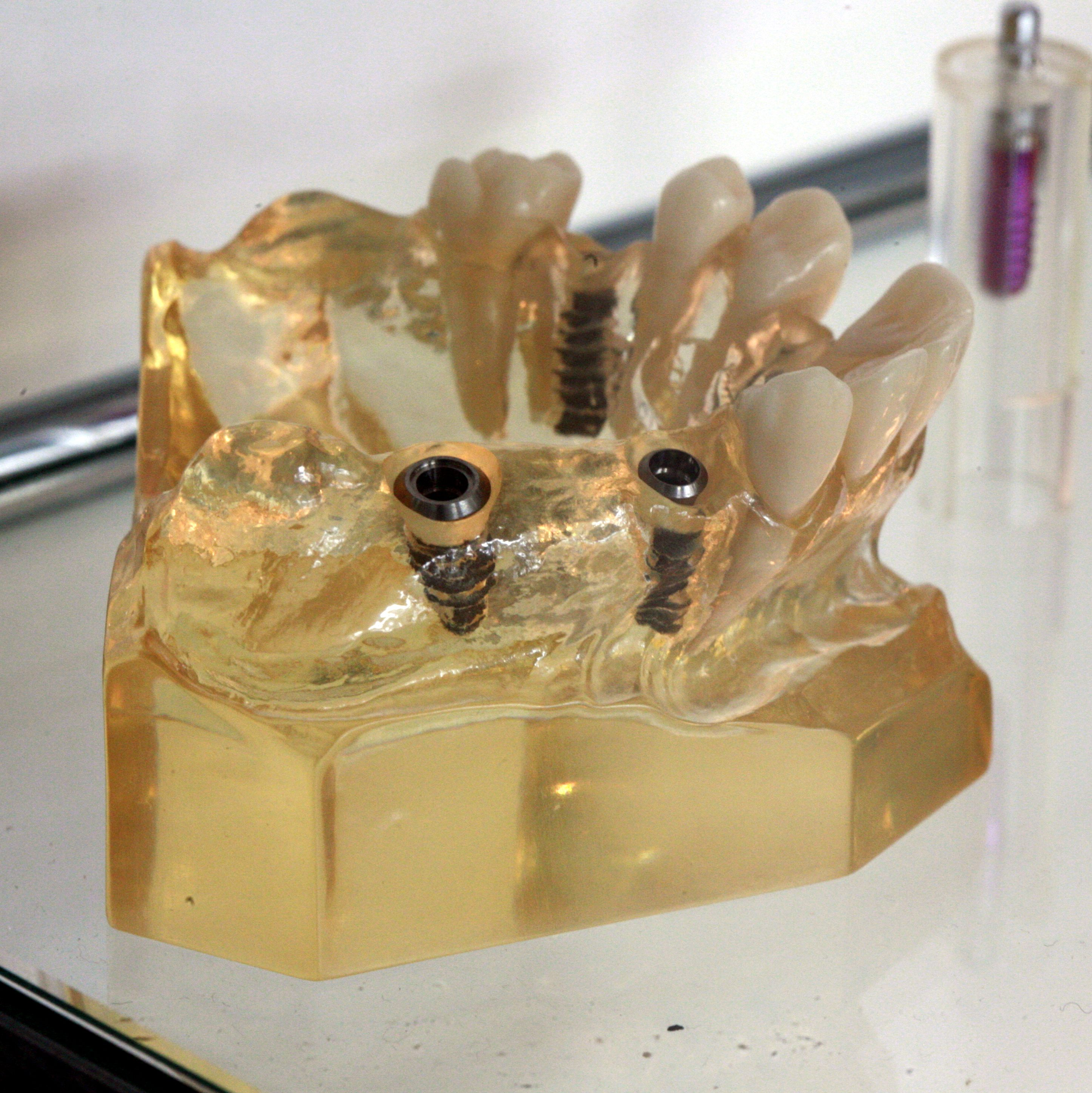
インプラントを埋入した説明用模型
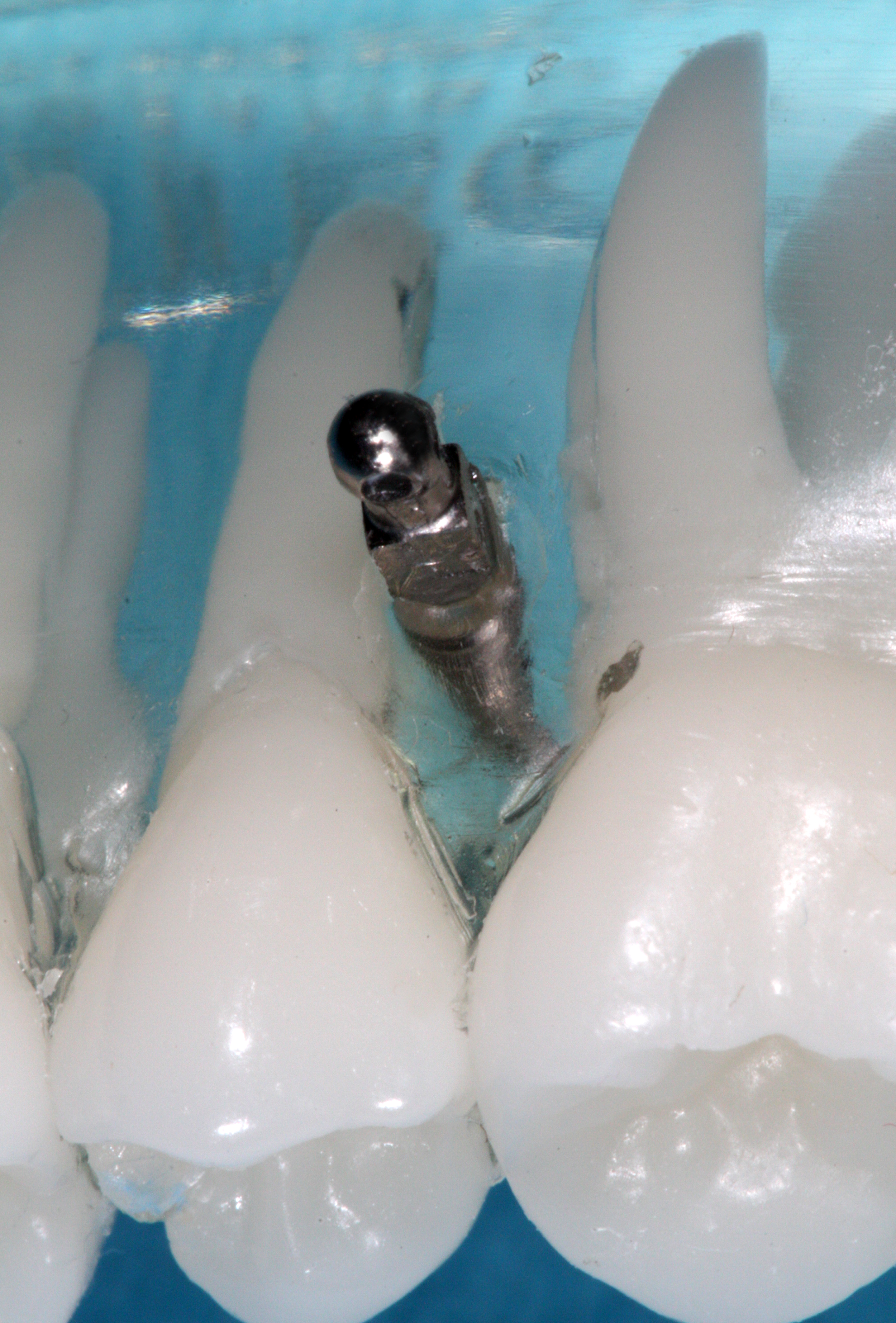
歯列矯正のアンカーに使うミニインプラント